# Cumdach

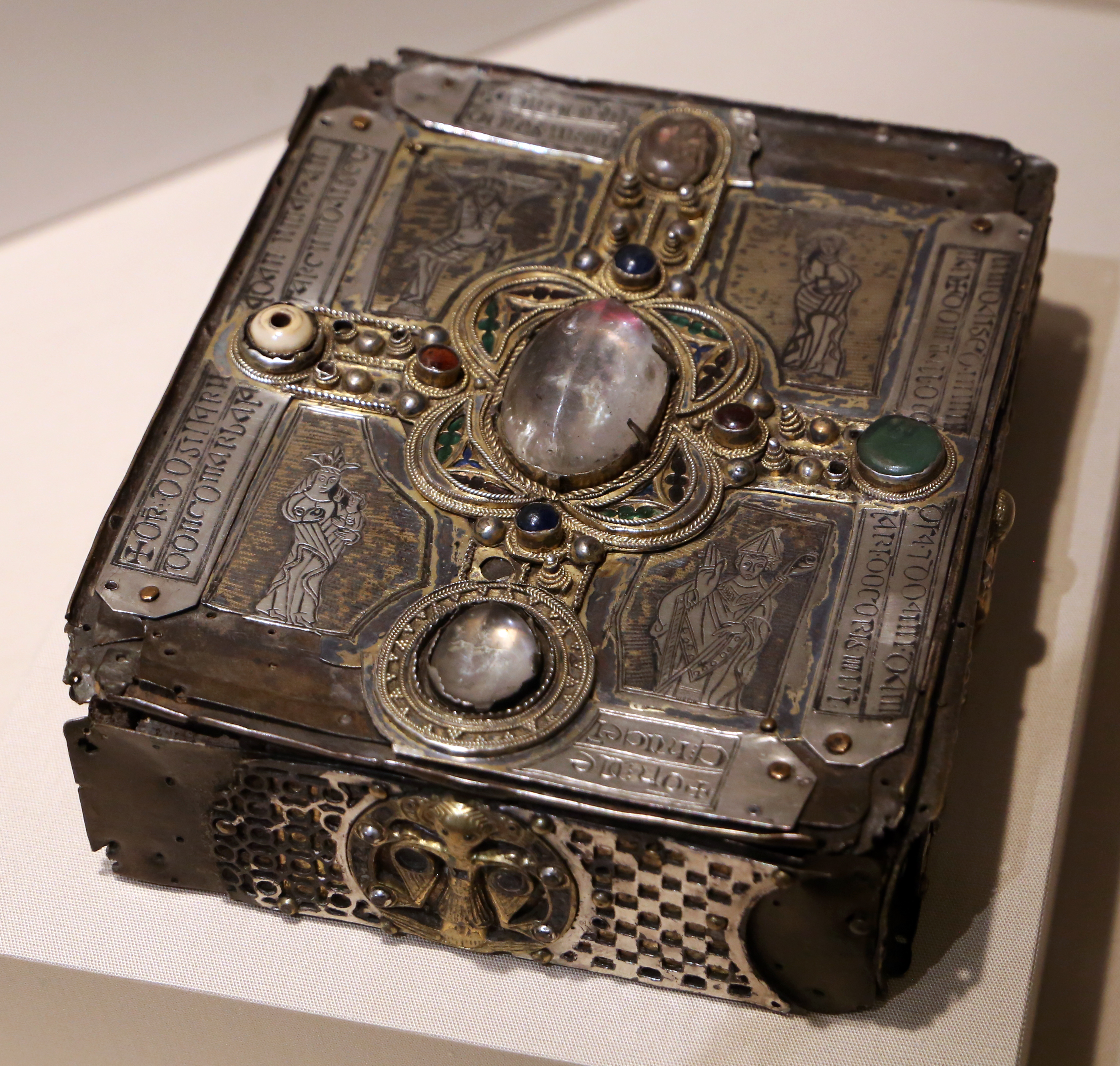
Cumdach per il Messale di Stowe, XI secolo

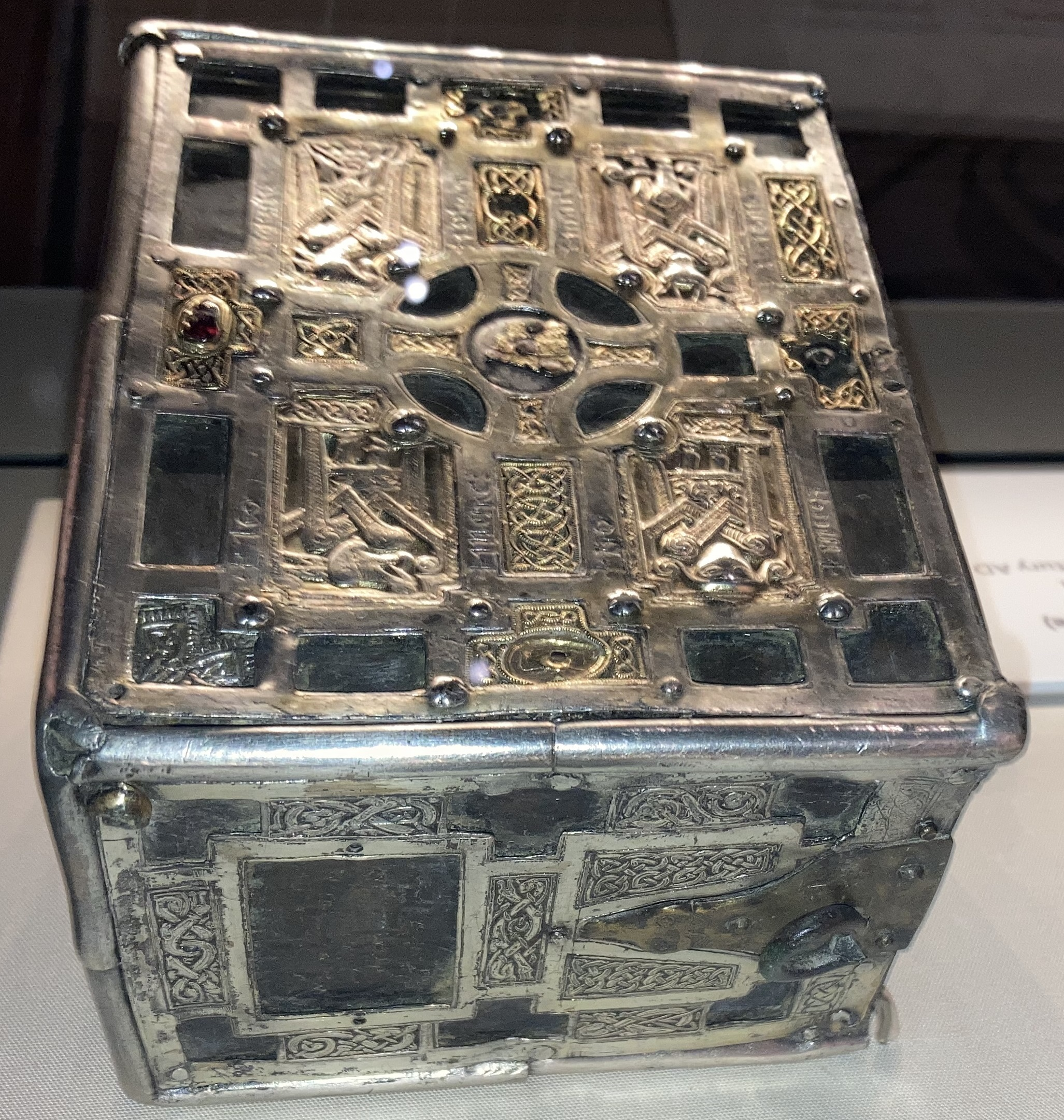
Soiscél Molaisse, XI secolo

Un cumdach (pronuncia irlandese antico: kuṽdax,) o reliquiario del libro è un'elaborata scatola o custodia reliquiaria in metallo decorato usata per contenere manoscritti o reliquie irlandesi del primo Medioevo.In genere sono posteriori al libro che contengono anche di diversi secoli.
Nella maggior parte degli esempi pervenuti, il libro risale al periodo di massimo splendore del monachesimo irlandese, prima dell'800, e i cumdachs esistenti risalgono a dopo l'anno 1000, anche se è chiaro che la loro struttura risale a molto tempo prima. La maggior parte di essi è di origine irlandese e sono conservati al Museo nazionale d'Irlanda (NMI).
La struttura è solitamente costituita da una croce sul fronte principale decorata con utilizzo di grandi gemme di cristallo di rocca o altre pietre semipreziose lasciando gli spazi tra i bracci della croce alle decorazioni più varie. Diversi esemplari venivano trasportati su una catena di metallo o su un cordoncino di cuoio o appesi al collo posizionandoli vicino al cuore e offrendo così benefici spirituali e forse anche medici; venivano anche usati per guarire i malati o i moribondi o, più formalmente, come documenti di riconoscimento. Molti avevano difensori laici che ereditavano l'incarico ed erano scelti tra le famiglie più importanti che avevano stretto legami con i monasteri.
Solo cinque primi esempi di cumdach sopravvivono, tra i quali il Libro di Dimma e il Libro di Mulling conservaati al Trinity College di Dublino, nonché il Cathach di San Columba e lo Stowe Missal. Del reliquiario di San Molaise sono rimasti solo i Vangeli, infatti il reliquiario è andato perduto, anche se più spesso accade il contrario. Altri libri, come il Libro di Kells, il Libro di Armagh e il Libro di Durrow, sono noti per aver avuto un tempo cumdachs o rilegature preziose o entrambi ma, poiché includevano metalli preziosi di grande valore, erano un obiettivo naturale per saccheggiatori e ladri.

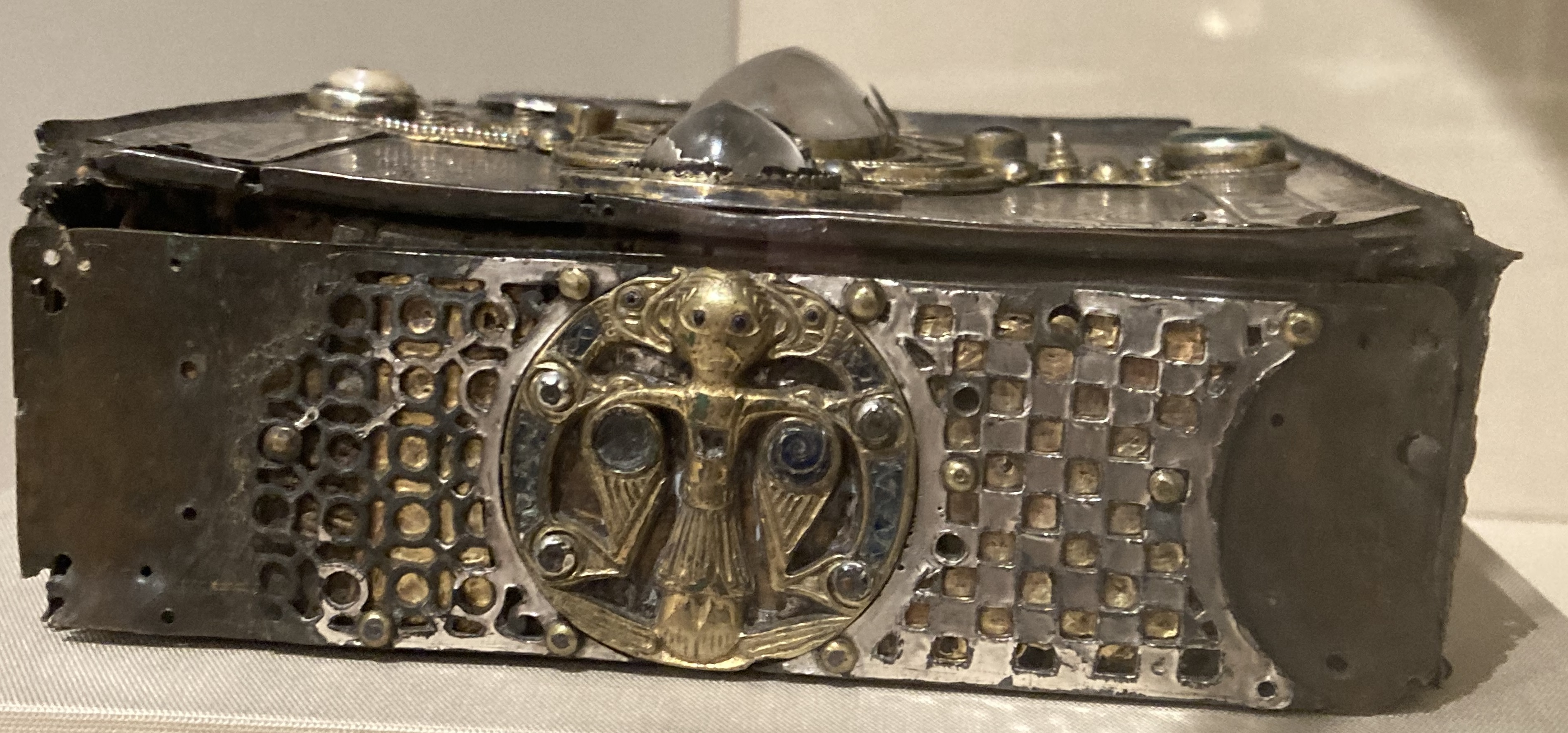
Messale di Stowe, dettaglio

## Forme e dimensioni
Il modello e la struttura dei cumdachs potrebbero derivare dagli scrigni per libri utilizzati dai primi cristiani d'Occidente.  Erano destinati a proteggere testi sacri o reliquie ed è plausibile che i monasteri irlandesi cercassero di emulare il prestigio e, secondo la storica dell'arte irlandese Rachel Moss, "lo splendore delle cerimonie liturgiche romane". La chiesa irlandese poneva l'accento sulle reliquie che erano, o si pensava fossero, oggetti usati frequentemente dai santi del monachesimo piuttosto che parti del corpo preferite dalla maggior parte della Chiesa. Un'altra particolarità irlandese era il reliquiario a campana, che racchiudeva le campane a corda utilizzate per convocare la comunità alle funzioni o ai pasti, e uno dei primi reliquiari racchiudeva la cintura di un santo sconosciuto, probabilmente indossata come prova di veridicità e per curare le malattie. Risale probabilmente all'VIII secolo ed è stato ritrovato in una torbiera vicino a Moylough, nella contea di Sligo.
Poiché il campione di 8-10 esemplari sopravvissuti è così esiguo, presumibilmente molte opere di questo tipo sono andate perdute e per lo più saccheggiate per il loro metallo prezioso o le pietre, non è possibile classificarle tipologicamente. 
Hanno in comune la caratteristica di essere casse metalliche sigillate costruite per proteggere oggetti di venerazione originariamente collocati in un nucleo di legno generalmente costruito in legno di tasso o, meno comunemente, di quercia.
Tutte le successive modifiche sembrano essere state commissionate da membri prestigiosi del clero e il lavoro è stato eseguito da singoli artigiani nel settore metallurgico e dalle loro botteghe. Nella maggior parte dei casi, il maestro artigiano ha lasciato una firma e una data di completamento, a volte con diciture che alludono alle loro motivazioni artistiche.

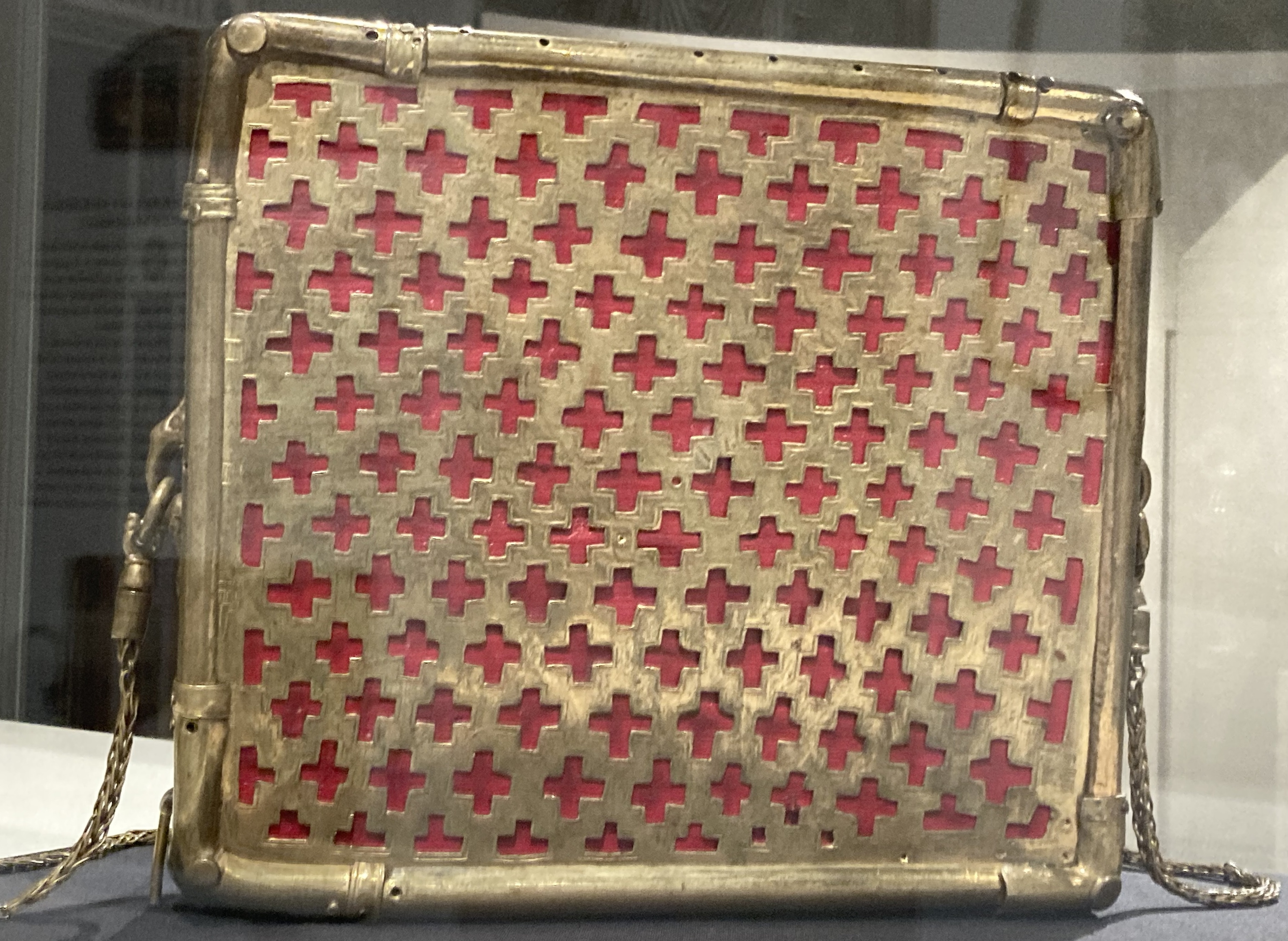
Fondo del reliquiario di Cathach (ingrandimento)

Tutti i cumdach esistenti hanno il fronte con una croce centrale, il retro presenta motivi traforati ripetitivi composti da due colori fortemente contrastanti (come il rosso e il nero) e i lati hanno motivi a intreccio e iscrizioni.
Tra i fattori di distinzione vi sono le dimensioni, che indicano la funzione originariamente prevista, ad esempio come reliquiari, libri tascabili o oggetti da portare a tracolla o da cinture, e la loro funzione successiva. Il reliquiario di Miosach conserva la catena originale utilizzata per il trasporto, mentre il reliquiario di Soiscél Molaisse e il reliquiario di Lough Kinsalen possiedono accessori che un tempo contenevano cinghie di cuoio, che si presume abbiano tenuto gli oggetti in sede durante le processioni.
I cumdach sono da distinguere dalle rilegature in metallo che probabilmente ricoprivano la maggior parte dei grandi libri liturgici dell'epoca, si ricorda il furto e la perdita di quella che copriva il Libro di Kells, tuttavia, i disegni potrebbero essere stati molto simili.
Il miglior esempio insulare sopravvissuto, la copertina inferiore dei Evangeliario di Lindau (880 circa) custodita alla Morgan Library di New York, è anch'essa centrata su una grande croce circondata da pannelli a intreccio. Le rilegature del tesoro erano costituiti da assemblaggi metallici fissati sulle tavole di legno di una rilegatura convenzionale, quindi essenzialmente la stessa tecnica delle superfici di molti cumdach anch'essi fissati con chiodini a una scatola di legno centrale.

## Committenza e produzione
Gli storici sono generalmente in grado di identificare chi ha commissionato i reliquiari e la loro provvidenza. Le eccezioni includono il Libro di Durrow e il Messale di Stow.
Le iscrizioni su due esemplari (Durrow e Stowe) indicano che erano destinati a un re d'Irlanda.
Non si sa quasi nulla degli artigiani che li hanno prodotti. Alcuni contengono iscrizioni che possono essere lette come firme, ma questo è il limite della loro documentazione storica, poiché anche gli artigiani più famosi e abili dell'epoca non erano menzionati negli annali e non ricevevano necrologi alla loro morte. Poiché gli artigiani non godevano di uno status sociale elevato, sembra che molti fossero analfabeti. Alcune firme non sono chiare, ad esempio quando lo scriba era incaricato di scrivere in latino, ma non sapeva come formulare il testo.

## Funzione
La maggior parte dei cumdach era destinata a contenere manoscritti ormai vecchi di secoli che si presumeva fossero stati scritti da santi importanti, come San Patrizio, o da leggendari fondatori di monasteri locali, morti centinaia di anni prima della data effettiva del manoscritto. Per questo motivo, molti dei primissimi manoscritti devono la loro sopravvivenza al loro successivo e attivo status di reliquie. La maggior parte degli altri manoscritti irlandesi del primo Medioevo erano conservati in strutture di pietra sicure ma nel corso degli anni sono stati venduti, rubati o saccheggiati e quindi perduti.
I reliquiari venivano utilizzati durante le cerimonie ecclesiastiche e laiche, come la concessione delle insegne delle cariche, il giuramento o la firma dei trattati.
I libri di Dimma e Mulling sono stati ritrovati con allegati contenenti testi di messe per i defunti, il che indica che venivano utilizzati per scopi curativi.Il libro di Durrow veniva periodicamente rimosso dal suo cumdach, ora perduto, durante il tardo Medioevo e l'inizio dell'età moderna in modo da poterlo utilizzare per benedire e curare gli animali malati.

## Stendardi di battaglia
Nell'Irlanda medievale i reliquiari venivano spesso utilizzati come stendardi di battaglia, con la convinzione che potessero sollevare il morale, proteggere le truppe o garantire la vittoria. In genere le reliquie erano portate sul campo di battaglia da un chierico che spesso era impiegato dalla famiglia come "custode ereditario". Il cumdach più noto utilizzato a questo scopo è il Cathach di san Columba, usato come talismano di battaglia dalla famiglia O'Donnell. 
Secondo lo storico dell'arte Colum Hourihane, "non solo il reliquiario e la sua iconografia dovevano incutere timore al nemico ma, cosa ancora più importante, dovevano infondere fiducia all'esercito degli O'Donnell che lo seguiva". Gli oggetti venivano solitamente portati al collo e la tradizione voleva che il possessore girasse intorno all'area per tre volte in direzione del sole prima dell'inizio della battaglia. Altri cumdach noti per essere stati utilizzati in questo modo, sono il Reliquiario di Miosach e il Reliquiario di Caillín.
Ai chierici veniva concesso lo status di non combattenti, riducendo la probabilità che il reliquiario venisse catturato. I chierici più giovani venivano solitamente scelti, secondo lo storico Anthony Lucas, in seguito alla "prudente considerazione che avevano maggiori possibilità rispetto agli uomini di età matura di fuggire con il loro prezioso fardello grazie alla velocità dei loro passi, qualora si fossero trovati in un punto pericoloso della mischia". "Nel 1497 il Cathach divenne bottino di guerra dopo che il suo custode era stato ucciso dalle forze nemiche. Allo stesso modo, il Libro di Armagh è stato portato sui campi di battaglia e una volta è stato recuperato da sotto il corpo morto del suo custode.

## Cumdachs superstiti
I cumdach sono una caratteristica peculiare dell'Irlanda. Sono noti otto cumdach superstiti. In ordine cronologico sono: il reliquiario del libro di Lough Kinale, Soiscél Molaisse, il messale di Stowe, il Cathach, il reliquiario di Miosach, il libro di Dimma, il reliquiario del libro di Moling e il reliquiario di Caillín di Fenagh. Altri due reliquiari sono a forma di casa, vale a dire il reliquiario di San Manchan del XII secolo e le aggiunte del 1350 circa al Domnach Airgid. Sono tutte custodie protettive destinate a sigillare in modo permanente un manoscritto o una reliquia e risalgono a un periodo compreso tra l'inizio del IX secolo e la metà del XVI secolo.
Molti dei primi esempi documentati sono andati perduti. Il Libro di Durrow aveva un involucro metallico datato circa 1002-1015 e il Libro di Kells perse il suo cumdach quando fu rubato nel 1006. Il Libro di Armagh fu dotato di una copertura nel 937 che forse andò perduta quando fu rubato in battaglia e riscattato dal normanno John de Courcy nel 1177. Il primo esempio documentato fu realizzato per ospitare e proteggere il Libro di Durrow per volere del Re Supremo d'Irlanda Flann Sinna (877-916), quando si trovava a Durrow e si riteneva che fosse una reliquia di Columba (Colum Cille). Il reliquiario è andato perduto nel XVII secolo ma il suo aspetto, compresa un'iscrizione che registra il patrocinio del re, è riportato in una nota del 1677, ora rilegata nel libro come foglio IIV, anche se le altre iscrizioni non sono trascritte. Una volta nei loro reliquiari, tali manoscritti venivano raramente rimossi per essere utilizzati come libri.

### Lough Kinale Book Shrine
Il più antico cumdach conosciuto è anche il più importante esemplare superstite. Datato alla fine dell'VIII o all'inizio del IX secolo, è stato ritrovato solo nel 1986 quando alcuni sommozzatori l'hanno rinvenuto a due metri di profondità nel Lough Kinale, nella contea di Longford. Moss ipotizza che sia stato gettato in acqua per evitare che fosse rubato durante una faida tra capi locali o prima di un'incursione vichinga. La struttura interna è in legno di quercia, rivestita con piastre di stagno e bronzo fissate da chiodi. Sul lato anteriore si trovano una grande croce centrale, cinque borchie in bronzo e quattro medaglioni arrotondati traforati con motivi a spirale e a losanga. Le figure sui lati includono teste di animali. Una valutazione del 2016 da parte del NMI ha valutato l'oggetto a 2 milioni di sterline (2,54 milioni di euro).

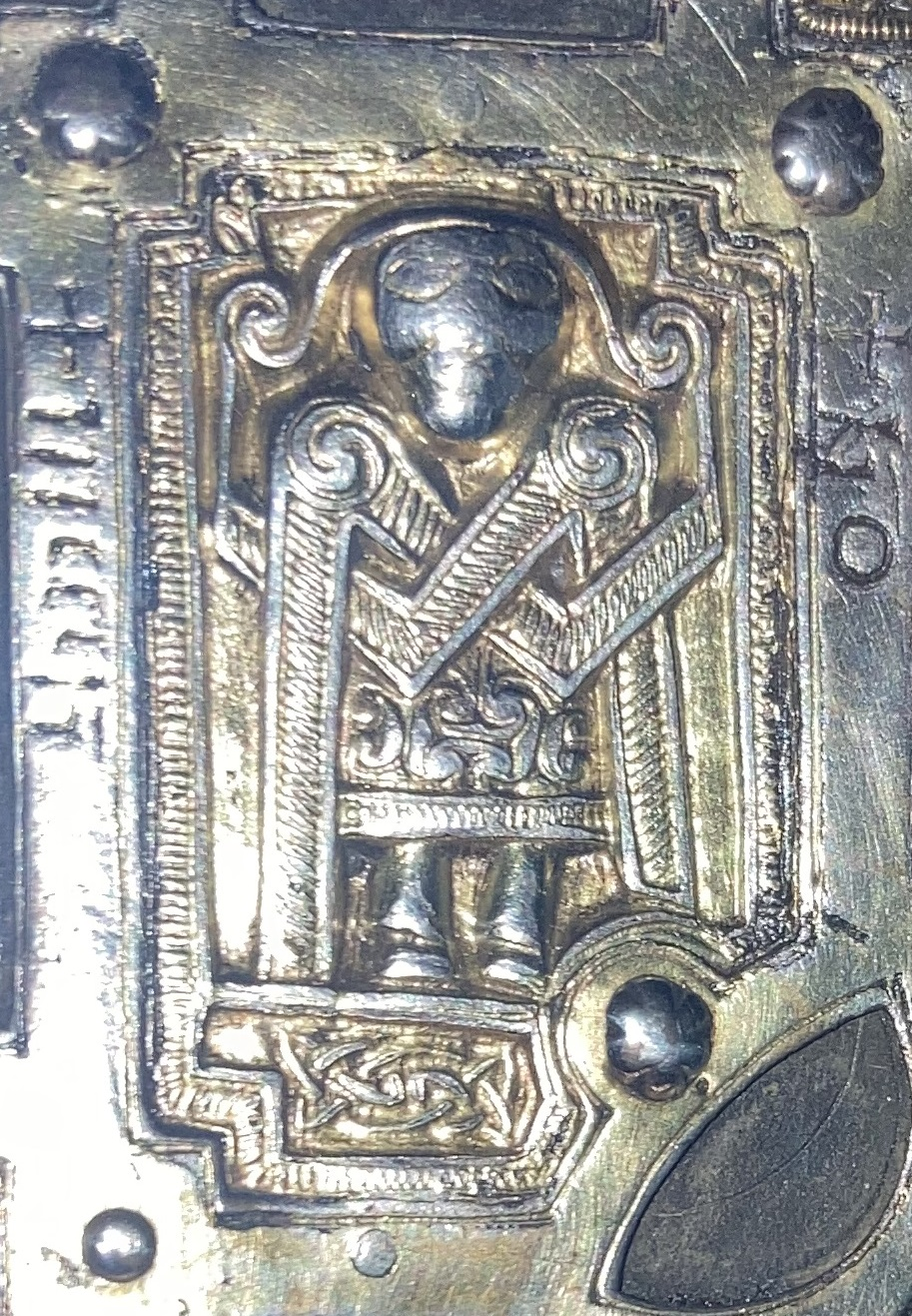
Soiscél Molaisse, dettaglio di un pannello sul fronte che mostra l'apostolo Matteo.

### Soiscél Molaisse
Il Soiscél Molaisse, noto anche come Sheskill Molash, è il più antico esempio di cumdach sopravvissuto in gran parte nella sua forma originale e fu realizzato all'inizio dell'XI secolo per contenere i vangeli di Molaise. Misura 14,75 cm di altezza, 11,70 cm di larghezza e 8,45 cm di spessore e fu costruito in tre fasi. La struttura in legno con involucro in bronzo risale all'VIII secolo, a cui furono fissate placche d'argento con chiodi e rivetti nell'XI secolo, per poi essere rielaborata nel XIV o XV secolo.
Alcune figure e altri elementi risalgono al XIV secolo e possono essere identificati in quanto saldati alle placche. La faccia superiore è principalmente in bronzo argentato e argento dorato e contiene, negli spazi tra una croce e l'altra, pannelli con i quattro simboli degli evangelisti. Alcuni pannelli sono andati perduti; quelli rimasti presentano un intreccio di nodi in filigrana d'oro. La filigrana dei bracci della croce è dorata e decorata con un intreccio di nastri. Alle estremità dei bracci erano incastonate delle gemme, anch'esse perdute ad eccezione di una pietra blu. Due dei pannelli intorno ai lati sono andati perduti. Le due rimanenti contengono un intreccio e un'iscrizione latina intorno ai bordi. Le sue piccole dimensioni indicano che l'oggetto originale, come il Libro di Dimma, era stato progettato per essere tenuto in tasca.

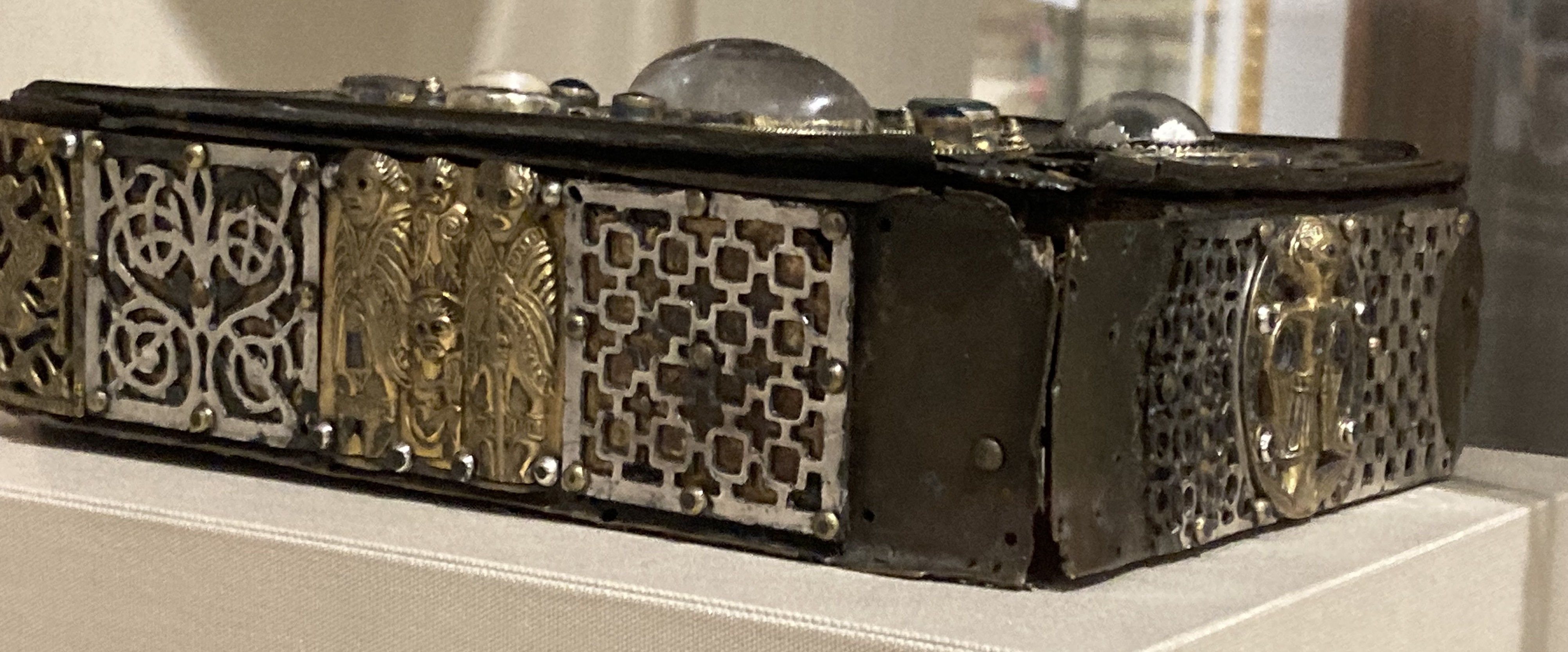
Lato del Messale di Stowe

### Messale di Stowe
Il Messale di Stowe è un sacramentario risalente al 750 circa. Il suo cumdach è costituito da placche metalliche attaccate con chiodi a un contenitore di quercia più antico. Una faccia e i lati sono probabilmente datati tra il 1027 e il 1033, sulla base delle iscrizioni che ne registrano la donazione e la realizzazione, mentre l'altra faccia è più tarda e può essere datata al 1375 circa, sempre sulla base delle iscrizioni.
La faccia "inferiore" più antica e che si è staccata dalla cassa, è in lega di rame argentato e dorato, con una grande croce all'interno di un bordo che riporta l'iscrizione in irlandese, che corre anche lungo i bracci della croce. Il centro della croce è stato in seguito sostituito da una cornice per una grande pietra ora mancante con quattro sezioni lobate, simile al centro della faccia inferiore. Per questo l'iscrizione presenta sezioni mancanti ma può essere per lo più identificata come una preghiera per l'abate di Lorrha, Mathgamain Ua Cathail (circa 1037) e per Find Ua Dúngalaigh, re di Múscraige Tíre (circa 1033).

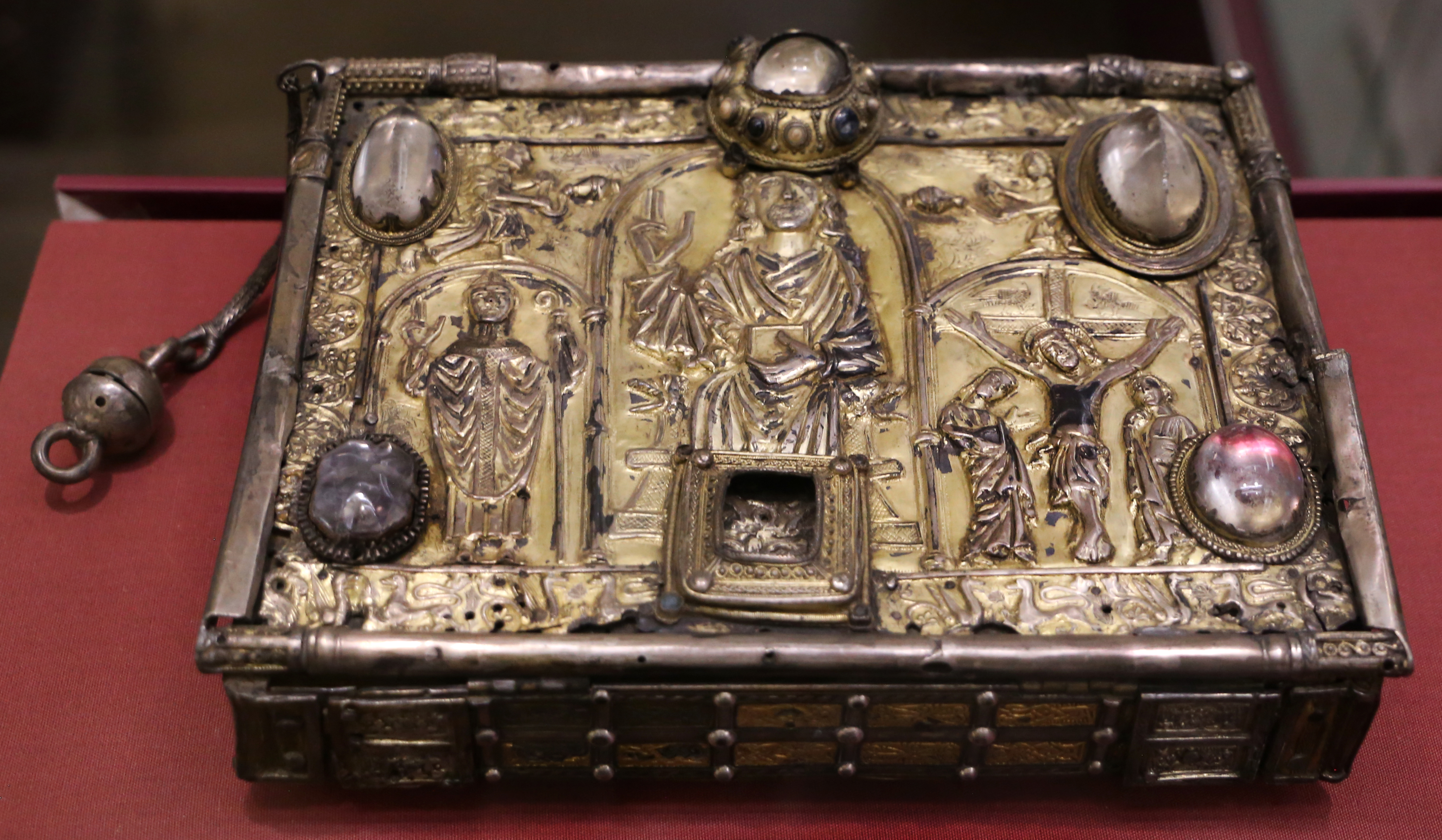
Cumdach per il Cathach di San Columbano, in argento e cristallo di rocca su anima lignea

### Cathach di san Columba
Il Cathach di San Columbano, noto anche come The Cathach, è probabilmente il cumdach più conosciuto. Costruito per il Cathach di San Columba, un importante salterio solitamente datato subito dopo la morte di Colum Cille nel 597, è probabilmente il primo libro irlandese che ci è pervenuto ed è una reliquia di grande prestigio. Il manoscritto apparteneva agli O'Donnells, mentre il suo cumdach fu notoriamente usato come stendardo di battaglia.
L'iniziale lavorazione del metallo risale al 1072-1098 a Kells quando fu aggiunto un nuovo involucro protettivo in legno e argento. Il frontespizio fu aggiunto nel XIV secolo e comprendeva un grande Cristo seduto in maestà affiancato da scene della Crocifissione e santi in metallo dorato decorato a sbalzo. Fu portato sul continente nel 1691 in seguito al trattato di Limerick e tornò in Irlanda solo nel 1813. In quell'anno il cumdach fu riaperto, portando alla riscoperta del manoscritto. Il manoscritto era ormai in pessime condizioni ma è stato sottoposto a un importante restauro nel 1982 quando le pagine esistenti sono state rilegate e rimontate su fogli di pergamena.

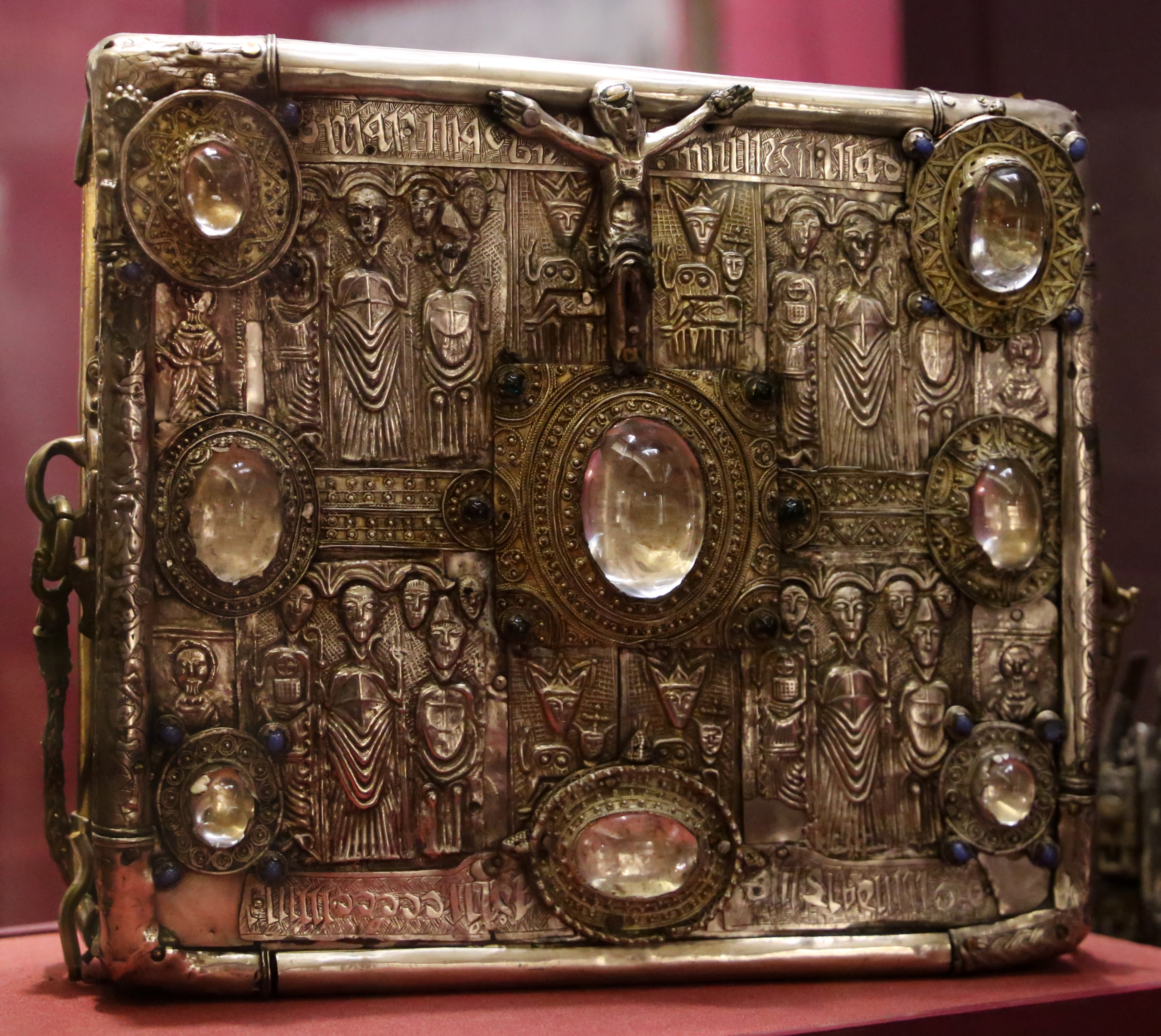
Pannello frontale del reliquiario di Miosach, fine XI secolo, completato nel 1534 ca.

### Reliquiario di Miosach
Il reliquiario di Miosach (o Misach) è originario di Clonmany, nella contea di Donegal, e veniva usato anche in battaglia. Originariamente una reliquia della fine dell'XI secolo, fu rielaborata nel 1534 dall'orafo Brian O'Morrison con una decorazione in argento sbalzato con molte figure intorno a una croce. O'Morrison aggiunse dodici placche frontali in tre ordini, tra cui le raffigurazioni della Vergine incoronata e del Bambino nei pannelli più piccoli interni , e, in quattro pannelli più grandi, Santa Brigida, San Patrizio e San Colombano.
Non si ha notizia di cosa potesse contenere il reliquiario originale. L'oggetto fu inizialmente associato a San Cairneach di Dulane, nella contea di Meath, ma nel periodo gotico era stato "assorbito nel culto di San Columba".] Le lastre laterali, in lega di rame fusa dell'XI secolo, sono decorate con illustrazioni zoomorfe traforate. È pervenuta una cordicella metallica per il trasporto che probabilmente veniva portata al collo.

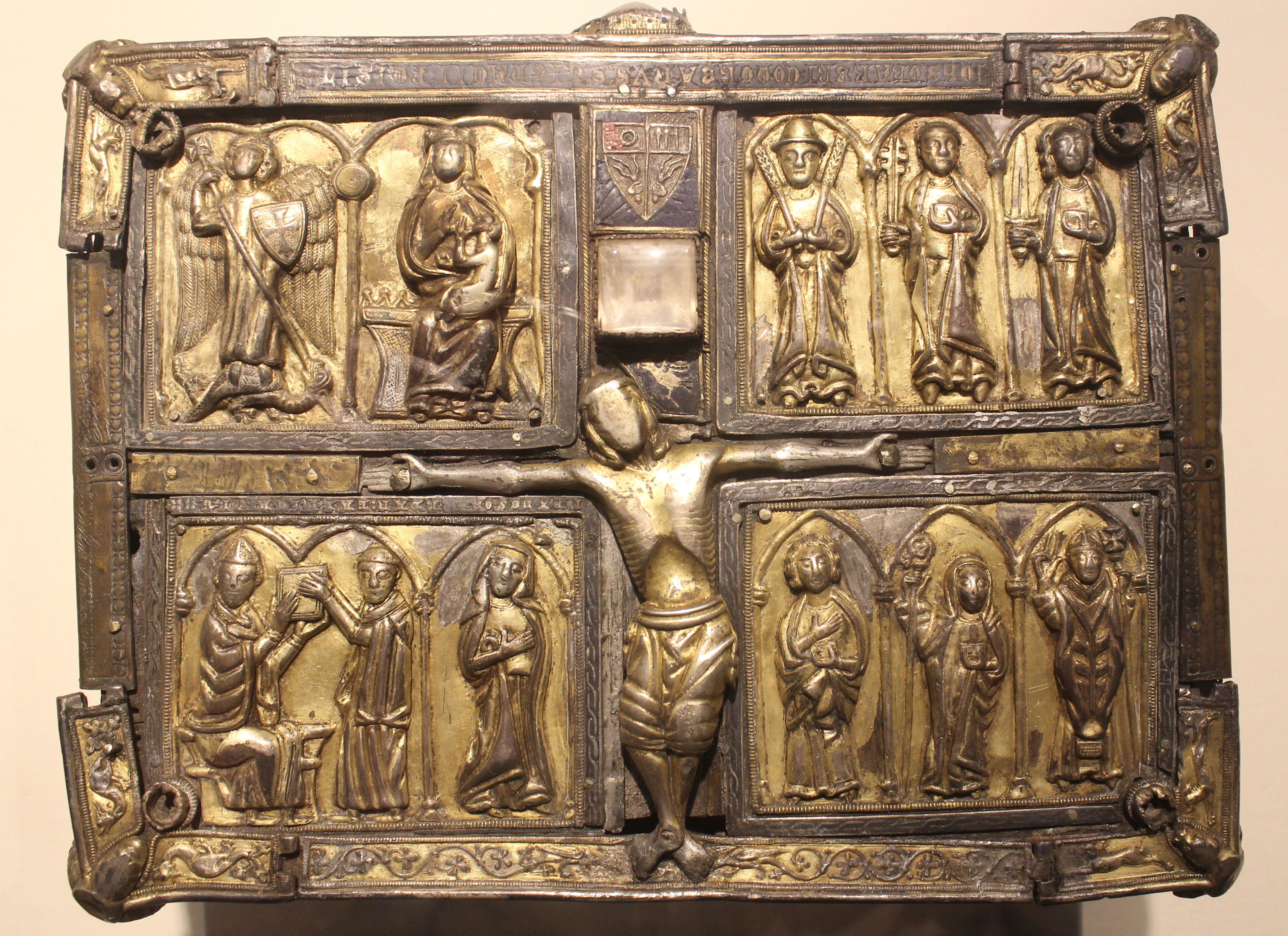
Fronte del Domnach Airgid, fine VIII-IX sec. e XIV-XV secolo

### Domnach Airgid
La rielaborazione della Domnach Airgid, il cui titolo tradotto in inglese significa "chiesa d'argento", risale all'VIII secolo ma poco è visibile prima delle importanti aggiunte datate al 1350 circa su commissione dell'abate di Clones. Al centro del fronte principale si trova una figura tridimensionale di Cristo crocifisso, accompagnata da placche a rilievo di santi, della Vergine e del Bambino e di altre scene ai lati.
I rilievi sono più sofisticati rispetto agli altri cumdach del XIV secolo conosciuti con eleganti animali in corsa su piccole montature. È firmata dall'orafo John O Bardan che risulta essere vissuto a Drogheda; a quell'epoca gli orafi in Irlanda, come in altre parti d'Europa, erano solitamente laici.

### Libro di Dimma
Il cumdach del Libro di Dimma risale al XII secolo e fu realizzato per il piccolo manoscritto dell'VIII secolo noto come Libro di Dimma. Il manoscritto è tradizionalmente associato al fondatore dell'abbazia, San Crónán (morto nel 619). Le sue dimensioni ridotte indicano che era destinato a un libro tascabile e trasportabile, usato per lo studio o la contemplazione. È costituito da copie dei quattro Vangeli e contiene ritratti stilizzati degli apostoli Matteo, Marco e Luca.
Il reliquiario è costituito da un guscio di lastre di bronzo decorate e, come il suo manoscritto miniato, proviene dall'abbazia di Roscrea. La prima fase del cumdach fu completata durante un periodo di prosperità dell'abbazia e coincide con la costruzione di una chiesa romanica sul sito. Fu ristrutturato intorno al 1400 da uno dei capi della famiglia locale degli Ua Cerbaill.  Una lastra del cumdach presenta una decorazione traforata in stile Ringerike vichingo. Come il manoscritto, si trova nella Biblioteca del Trinity College di Dublino, mentre una riproduzione dell'inizio del XX secolo si trova a New York.

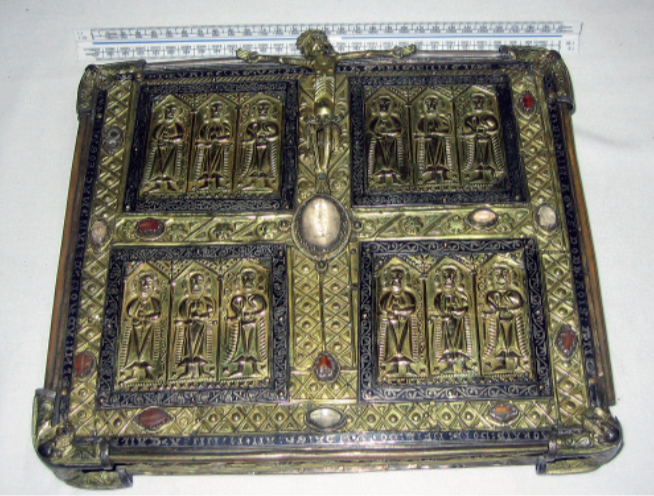
Reliquiario di Caillín of Fenagh

### Reliquiario di Caillín of Fenagh
Il reliquiario di Caillín di Fenagh è un esempio tardo e fu costruito per contenere un manoscritto del 1516 circa che aggiorna un libro molto più antico che descrive la vita di San Caillín di Fenagh, nella contea di Leitrim, che potrebbe essere stato scritto dal santo stesso. Caillín è descritto da Lucas come "uno specialista nella produzione di talismani da battaglia" e, secondo la leggenda, durante la sua vita commissionò una serie di stendardi da battaglia, tra cui un reliquiario a forma di campana e uno scrigno per il Vangelo. Il cumdach è stato gravemente danneggiato da un incendio nel 2009 presso la Cattedrale di St Mel, a Longford, dove era conservato dal 1980.
L'anno successivo è stato acquisito dall'Museo nazionale d'Irlanda mentre il manoscritto si trova nella collezione della Royal Irish Academy. Sono stati sollevati dei dubbi sul fatto che la teca fosse effettivamente destinata a un cumdach anche perché è più piccola del manoscritto.

## Studio e conservazione
Sebbene la maggior parte dei reliquiari a forma di libro esistenti siano menzionati negli annali irlandesi, non sono stati descritti adeguatamente fino all'inizio del XIX secolo, quando antiquari e collezionisti come George Petrie hanno iniziato a cercarli nelle collezioni private. La maggior parte di essi è gravemente danneggiata anche a causa dell'usura generale nel corso dei secoli, di eventi come incendi nel luogo in cui si trovavano o, nella maggior parte dei casi, della rimozione di elementi come le pietre preziose per la vendita da parte dei proprietari. La maggior parte di essi si trova oggi negli Museo nazionale d'Irlanda.
I più significativi cumdach perduti menzionati negli annali irlandesi, che sono anche i tre più antichi, sono i reliquiari del Libro di Armagh (aggiunto nel 938 d.C.), del Libro di Durrow (877-91 circa) e il reliquiario del Libro di Kells, che potrebbe essere stato solo un contenitore metallico ornamentale, piuttosto che una copertina illustrata e sigillata in modo permanente, che è stato registrato come saccheggiato negli annali dell'Ulster del 1007.